# Cotoneaster harrysmithii
Cotoneaster harrysmithii är en rosväxtart som beskrevs av Karl Evert Flinck, B. Hylmö. Cotoneaster harrysmithii ingår i släktet oxbär, och familjen rosväxter. Inga underarter finns listade i Catalogue of Life.